# Смоляк, Татьяна Андреевна
Татьяна Андреевна Смоляк (род. 15 октября 1997 года, Донецкая область, Украина) — российская спортсменка (вольная борьба). Финалистка чемпионата Европы 2018 до 23 лет, призёрка чемпионатов России. Мастер спорта.

## Спортивная карьера
Родилась 15 октября 1997 года в Старобешево, Донецкая область, Украина. Выпускница Брянского государственного училища олимпийского резерва. Тренируется в Брянске, в Школе олимпийского резерва «Локомотив» и Центре спортивной подготовки.
В 2017 году дебютировала в составе сборной России на Кубке европейских наций (кубок «Алроса») в Москве, где стала обладательницей золотой медали в командном зачёте. Участница чемпионата мира 2017 до 23 лет в Польше и Кубка мира в Чебоксарах.
В 2018 году выступила на турнире памяти Ивана Ярыгина, но проиграла в первой же схватке кубинке Эсторнел Якьюлин. Участвовала в шведском международном турнире в Клиппане, но так же осталась без медали. Вошла в тройку на турнире памяти Дана Колова и Николы Петрова в Болгарии. На чемпионате Европы до 23 лет в Турции впервые заработала серьёзную награду на международной арене, став серебряной медалисткой, затем стала третьей на чемпионате России в весовой до 62 кг. Вошла в состав сборной России на чемпионате мира до 23 лет, проходивший в Бухаресте (Румыния).
В феврале 2019 года стала второй на турнире «Петров Сираков — Иван Ильиев» в городе Благоевграде (Болгария). В августе того же года вновь стала финалисткой на турнире на призы Александра Медведя в Минске. В ноября, Смоляк выступила на кубке России в Чебоксарах и заработала бронзовую медаль.
В сентябре 2020 года стала третьей на чемпионате России. В ноябре того же года приняла участие на гран-при Москвы по пляжной борьбе, где выиграла свою схватку против румынки Марии Ниту в матчевой встречи Россия — Румыния.
В начале мае 2021 года на чемпионате России заняла третье место в весовой категории до 68 кг. 30 мая, она стала третьей на турнире памяти Ивана Ярыгина. В сентябре того же года завоевала бронзовую медаль на турнире на призы Александра Медведя в Белоруссии. В конце декабря 2021 года стала финалисткой Кубка России, прошедшего в Наро-Фоминске.
30 января 2022 года на турнире памяти Ивана Ярыгина в Красноярске уступила в финале бронзовой медалистки чемпионата мира 2021 года Ханум Велиевой. В феврале того же года приняла участие на турнире памяти Яшара Догу в Турции, но осталась без награды. На чемпионате России выступила в новой для себя весовой категории до 72 кг и дошла до финала.

## Спортивные достижения
- 2017 Кубок европейских наций — ;
- 2018 Первенство Европы до 23 лет — ;
- 2018, 2020, 2021,  Чемпионат России — ;
- 2019 «Александр Медведь» — ;
- 2021 Гран-при «Иван Ярыгин» — ;
- 2021 «Александр Медведь» — ;
- 2022 Гран-при «Иван Ярыгин» — ;
- 2022 Чемпионат России — ;